# Josef Mráz (statistik)
Josef Mráz, (14. dubna 1882 Josefov – 10. dubna 1934 Praha) byl český právník, kartograf a statistik.

## Život

### Osobní život
Narodil se v Josefově. Pocházel z rodiny c. k. soudního oficiála vrchního zemského soudu v Praze Čeňka Mráze (*1852) a jeho manželky Anny, rozené Novákové. Rodina byla v Praze hlášena od roku 1898, Josef Mráz byl starší ze dvou synů.
Již před ukončením vysokoškolských studií pracoval jako právní praktikant u c. k. zemského soudu v Praze.Doktorem práv na české Karlo-Ferdinandově univerzitě se stal v lednu 1908.
V únoru 1914 se oženil s Josefou Růžičkovou (*1892), se kterou žil v pražské Křemencově ulici.
Zemřel v Praze, na zápal plic. V roce 1939 informovaly Národní listy, že urna JUDr. Josefa Mráze, "statistikáře ČOS" byla uložena v kolumbáriu v Tyršově domě v Praze. Dnešní uložení urny není známo.

### Profesní kariéra
Po krátké soudní praxi se v roce 1908 se stal koncipistou Statistické kanceláře země české. Po vzniku Československa přešel do Státního úřadu statistického (SÚS). V SÚS vedl odbor III., jehož úkoly byly:
- Statistika osvětová (např. literatura, umění, školství, kultura, sport a tělocvičné jednoty
- Statistika hospodářská: (např. prvotní výroba, průmyslová a živnostenská výroba, doprava, pošta, telefon
- Obchod a ceny
- Spotřeba
- Peněžní trh

V roce 1921 byl povýšen do funkce vládního rady. V roce 1929 byl jmenován vicepresidentem Státního úřadu statistického.
Docentem Vysoké školy zemědělského a lesního inženýrství pro obor zemědělská statistika se stal v roce 1923, od r. 1925 byl docentem pro obor statistika Vysoké školy obchodní. Stal se též docentem statistiky na Českém vysokém učení technickém v Praze.
Získal členství v řadě československých i mezinárodních vědeckých společností, jako Československá statistická společnost, Zemědělská rada při Mezinárodním zemědělském úřadu v Římě a Ekonometrická společnost v Colorado Springs, USA. Byl též aktivním funkcionářem Československé obce sokolské, dlouholetým členem předsednictva jejího vzdělávacího sboru.

## Dílo

### Vlastní
Josef Mráz byl autorem odborných děl z oboru statistiky:
- Statistický přehled o závodech zemědělských a jich personálu v Čechách a na Moravě a o počtu zemědělských pojištěnců ve smyslu osnovy zákona o sociálním pojišťování (nákladem vlastním, Praha, 1911)
- Zprávy Zemského statistického úřadu Království českého. Svazek XXI., sešit 1., Statistika obecních výdajův a příjmů r. 1907 ve vybraných 57 zastupitelských okresích a v obcích, majících přes 5000 obyv. v Království českém (vydal Zemský statistický úřad Království českého, 1914)
- MRÁZ, Josef. Slovensko ve světle statistik. Praha: Hejda & Tuček, 1920. 100 s. Dostupné online.
- Zahraniční obchod republiky Československé v letech 1919 a 1920(vydal Státní úřad statistický, Praha, 1921)
- Problém naší soběstačnosti v chlebovinách (přednáška, vydala Česká národohospodářská společnost, Praha, 1927)
- Mezinárodní konference o hospodářských statistikách v Ženevě r. 1928 (Vydal Státní úřad statistický, Praha, 1930)
- Statistické řady (vydala Česká akademie věd a umění, Praha, 1932)

Pro Československou obec sokolskou, jejímž byl dlouholetým funkcionářem, přípravoval statistické materiály (přehled činnosti žup a jejich vzdělávacích škol)

### Překlady
Překládal z angličtiny, některé jeho práce byly vydány ve francouzštině. Ve dvacátých letech přeložil spolu s Vladimírem Novákem do češtiny učebnici Georga Udny Yule: Úvod do teorie statistiky, která se stala průlomovou publikací v tuzemské statistice.

### Kartografické práce a mapy
- Problémy statistické mapy (článek, vydaný později tiskem, obsahoval tři mapy; vydal Státní úřad statistický, Praha, 1933)
- Atlas Republiky československé (vydala ČAV, mapy Vojenský zeměpisný ústav, 1935, paralelní francouzské texty; Josef Mráz byl autorem pěti map a redigoval hospodářskou část)[14][15]